# 千葉県道83号山田台大網白里線

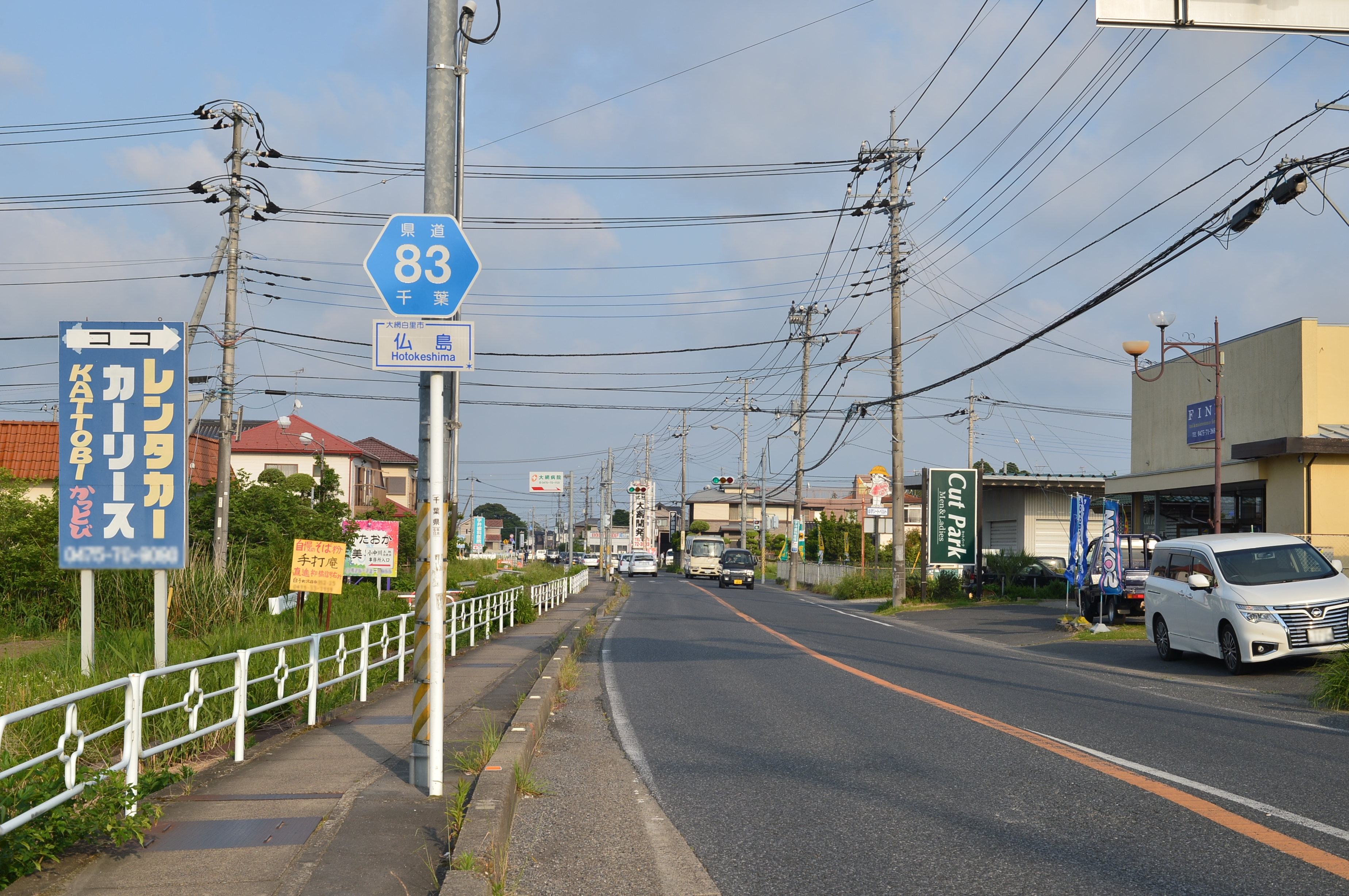
千葉県道83号山田台大網白里線
大網白里市仏島（2015年5月）

千葉県道83号山田台大網白里線（ちばけんどう83ごう やまだだいおおあみしらさとせん）は、千葉県八街市山田台から同県大網白里市に至る県道（主要地方道）である。房総半島内陸部から大網駅を経て九十九里浜へ至る。

## 概要
- 起点：八街市山田台 山田台交差点（国道126号交点）
- 終点：大網白里市南今泉 白里海岸入口交差点（千葉県道30号飯岡一宮線・九十九里有料道路交点）
- 総延長：19,394m
- 認定年月日：1994年（平成6年）4月1日

## 歴史
- 2013年（平成25年）10月28日：山田台大網白里線バイパスの大網白里市大網地先（宮谷交差点 - 旧国道128号）の一部区間（0.9km）を供用開始[1]。
- 2015年（平成27年）9月18日：山田台大網白里船バイパスの国道128号接続部0.4km区間の供用により、バイパスが全線開通[2]。

## 路線状況

### バイパス
- 大網白里線バイパス
八街市山田台（国道126号・山田台交差点） - 大網白里市大網地先（国道128号）を結ぶ延長6.7km、2車線のバイパス道路で、東金市山田地内で千葉東金道路山田インターチェンジと接続する。現道の狭隘区間解消とJR大網駅付近の交通混雑緩和を目的として建設された。沿線周辺に東千葉メディカルセンターがあり、救急輸送路としてアクセス向上が期待されている[2]

## 地理

### 通過する自治体
- 千葉県
  - 八街市 - 東金市 - 大網白里市

### 交差する道路・鉄道
- 千葉県八街市
  - 国道126号（山田台交差点）
- 千葉県東金市
  - 千葉東金道路（山田インターチェンジ）
- 千葉県大網白里市
  - 千葉県道83号山田台大網白里線別線（餅木・金谷郷）
  - 東金線・外房線大網駅（大網、駒込）
  - 千葉県道20号千葉大網線（大網駅入口交差点）
  - 外房線（駒込）※千葉県道20号千葉大網線重複区間
  - 国道128号・国道409号重複区間（経田交差点）
  - 千葉県道138号正気茂原線（柳橋）
※2ヶ所の交差点が100mほどの間隔で近接、両交差点の間は重複区間
  - 千葉県道123号一宮片貝線（南今泉交差点）
  - 千葉県道30号飯岡一宮線・九十九里有料道路（白里海岸入口交差点）

#### 別線
- 千葉県大網白里市
  - 千葉県道83号山田台大網白里線本線（餅木・金谷郷）

### 周辺の主な施設
- 季美の森ゴルフ倶楽部
- 大網白里市立季美の森小学校
- 縣神社
- 本国寺
- 八幡神社
- 大網白里市立大網中学校
- 千葉県立大網高等学校
- 大網駅
- 大網白里市役所
- 大網白里市立大網東小学校
- 大網白里市立増穂小学校
- 大網白里市立増穂中学校
- 大網白里市立白里中学校
- 千葉県立白里高等学校跡地
- 大網白里市立白里小学校
- 九十九里有料道路白里インターチェンジ
- 九十九里浜